# جوشوا هال
جوشوا هال (بالإنجليزية: Joshua Hall)‏ هو سياسي أمريكي، ولد في 22 أكتوبر 1768 في لويس في الولايات المتحدة، وتوفي في 25 ديسمبر 1862 في فرانكفورت في الولايات المتحدة. نشط حزبياً في الحزب الديمقراطي. وقد انتخب حاكم مين ‏ (6 يناير 1830 – 9 فبراير 1830) وانتخب عضو مجلس نواب ماساتشوستس.